# Cornwall Hercegség
A Cornwall Hercegség (korni nyelven: Duketh Kernow) Anglia két királyi hercegségének egyike (a másik a Lancaster Hercegség). A brit uralkodó legidősebb fia születéskor vagy szülője trónra kerülésekor automatikusan megkapja a hercegséget és a Cornwall hercege címet. Cornwall hercege haszonélvezője a hercegség vagyonának, élvezi a hercegség nettó jövedelmét, de nem rendelkezik közvetlen tulajdonjoggal, nincs joga saját hasznára eladni a hercegség vagyonát. 
A hercegség azzal a kifejezett céllal jött létre, hogy jövedelmet biztosítson a trónörökösnek. A hercegség első létrehozásakor III. Eduárd angol király kikötötte, hogy a Cornwall hercege címet az uralkodó legidősebb fiáé, de csak akkor, ha a férfi egyben a trónörökös is. 2015 óta az uralkodó legidősebb gyermeke (nemtől függetlenül) az uralkodó örököse (kivételes esetektől eltekintve), de nem történt törvényi változás, hogy nő megkaphassa a Cornwall hercegnője címet.
A 2011-es Sovereign Grant törvény hatálybalépése óta a Cornwall Hercegség bevételei a trónörökösre szállnak, függetlenül attól, hogy az örökös Cornwall hercege-e. Abban az esetben, ha az örökös kiskorú, a bevétel tíz százaléka az örökösé, a fennmaradó rész pedig a Koronáé. Ha az uralkodónak nincsen fiúgyermeke, a hercegség jogai és kötelezettségei visszaszállnak a Koronára. 
A jelenlegi herceg Vilmos herceg. Ha Vilmos királlyá lesz, akkor legidősebb fia, György automatikusan Cornwall hercegévé lesz.

## A Hercegség vagyona
A hercegség fő tevékenysége a 530 km2 földbirtok kezelése, amelyek húsz, angol és walesi megyében találhatók, jellemzően az országok déli, délnyugati részén. A legnagyobb egybefüggő a Cornwall megyei terület: 75,52 km2. Jelentős még a devoni Dartmoorban, Herefordshire-ben és Somersetben levő területek. A hercegség része majdnem a teljes Scilly-szigetek. A hercegségnek pénzügyi befektetési portfóliója is van.
A terület jelentős része termőföld (524,5 km2) és kisebb erdők (28,3 km2). A vagyonhoz tartozik 260 teljesen felszerelt farm, 2640 bérleti szerződés, 58 millió font értékű fejlesztési terület és 345 millió font értékű kereskedelmi ingatlan. (2022-es adatok).
A Parlamentben 1830-ban a whigek kezdeményezték, hogy a két királyi hercegség (Cornwall és Lancadter) bevételeit a nyilvánossá kell tenni. De azért, hogy IV. Vilmos támogassa az 1832-es reformtörvényt, a hercegségeket a királyi család birtokában hagyták. Azóta a hercegség igazgatását az 1838-as Lancaster és Cornwall hercegségekről szóló törvény szabályozza, amely előírja a Pénzügyminisztérium felügyeletét és a beszámolók benyújtását a Parlament mindkét házának. A beszámolók nyilvánosak, letölthetők.
Az 1838-as törvény biztosítja, hogy a hercegség irányítása során bármely herceg által tett lépések ne veszélyeztessék a birtok hosszú távú értékét. Emiatt a Pénzügyminisztériumnak jóvá kell hagynia például minden olyan ingatlantranzakciót, amelynek értéke meghaladja a félmillió fontot. A hercegség éves beszámolóit az alsóház és a Lordok Háza elé terjesztik, hogy a Parlament meggyőződhessen arról, hogy a Pénzügyminisztérium eleget tesz törvényi kötelezettségeinek. A parlament többször vitatta a két hercegség tulajdonjogát, többek között Viktória királynő és VII. Edward király trónra lépésekor. 1936-ban az ellenzék vezetője, Clement Attlee olyan módosítást terjesztett elő, amelynek értelmében a hercegségek elvesztették volna státuszukat cserébe fedezték volna fenntartási költségeiket, de a módosítás elbukott. 1971-ben egy képviselőnek a hercegség államosításáról szóló törvényjavaslata ugyan megbukott, de több mint száz képviselő támogatta azt.
1980 augusztusában a Cornwall Hercegség megvásárolta a Highgrove-i birtokot 865 000 fontért, a vásárláshoz a hercegség három ingatlanját kellett eladnia. 2023-ban a királlyá vált volt herceg, III. Károly annyira megkedvelte az ingatlant, hogy azt évi 700 000 fontért bérli új tulajdonostól, fiától, Vilmos hercegtől.
A brit kormány a korona részének tekinti a hercegséget, ezért mentes a hercegség társasági adó fizetése alól, az angol parlamentben a hercegség adómentes státuszáról többször folyt vita. 1993-tól 2022-es trónra lépéséig Károly herceg önként vállalta, hogy a hercegségből származó jövedelme után jövedelemadót fizessen.
A Cornwall Hercegségéből a hercegnek fizetett nyereség 2007/08 és 2021/22 között – a pénzügyi év fordulónapja március 31., a grafikonon az év a zárás napját jelzi.
| Évek                   | 2008 | 2009 | 2010 | 2011 | 2012 | 2013 | 2014 | 2015 | 2016 | 2017 | 2018 | 2019 | 2020 | 2021 | 2022 |
| Nyereség (millió font) | 16,3 | 16,5 | 17,2 | 17,8 | 18,3 | 19,0 | 19,5 | 19,8 | 20,2 | 20,5 | 21,7 | 21,6 | 22,2 | 20,4 | 23,0 |

## Különleges jogállás
A hercegség a koronához hasonló jogokat gyakorol néhány területen, amely eltér az általános gyakorlattól.
Az egyik a bona vacantia (uratlan vagyon) esete. A végrendelet vagy azonosítható örökösök nélkül meghalt személyek vagyona, valamint a Cornwallban bejegyzett székhelyű, feloszlott társaságokhoz tartozó vagyon a Hercegség részévé lesz. Más megyék esetében a korona az örökös. Károly herceg az ilyen módon szerzett bevételeket egy jótékonysági alapnak ajánlotta fel.
A hercegségé a cornwalli partvidék mintegy háromötöde és a hajózható folyók medre. Roncsjoga van a cornwalli partokon zátonyra futott és elhagyott hajókra, valamint a királyi halakra, mint a bálna, a barna delfin és a tokhal. A Cornwall Hercegség a Scilly-szigeteki St Mary's Harbour kikötői hatósága.

## Cornwall Grófság
Cornwall Grófság nem előzménye a Cornwall Hercegségnek a hasonló elnevezés ellenére sem. Ez a szócikk csak a teljesség és egyértelműség kedvéért szól a grófságról.
A Cornwall grófja címet hat alkalommal hozták létre Angliában. Az első alkalmat megelőzi a semmivel sem bizonyított Condor of Cornwall nemes grófsága a XI. században.
- első létrehozás (1068)

Bretagne-i Brian (kb. 1040–1084 vagy 85), lemondott kb. 1072
- második létrehozás (kb. 1072)

Robert, Mortain grófja (kb. 1038-1095), Hódító Vilmos féltestvére
Vilmos, Mortain grófja (1084–1140), 1106-ban a címet elveszti
Cadoc II of Cornwall (1106 körül)
- első létrehozás újra (1140)

Alan (meghalt 1146-ban), Brian unokaöccse, 1141-ben kínzás hatására lemond
- harmadik létrehozás (1141) [forrás szerkesztése]

Reginald de Dunstanville, (meghalt 1175-ben), I. Henrik angol király törvénytelen fia
- negyedik létrehozás (1225)

Richárd, János angol király második fia
Plantagenet Edmund (1249–1300), Richárd fia
- ötödik létrehozás (1307)

Piers Gaveston (1284-1312)
- hatodik létrehozás (1330)

Eltham János (1316–1336), II. Eduárd angol király és Franciaországi Izabella angol királyné második fia

## Külső hivatkozások
Duchy of Cornwall, a hercegség hivatalos honlapja